# Ironville
Ironville – wieś w Anglii, w hrabstwie Derbyshire, w dystrykcie Amber Valley. Leży 18 km na północny wschód od miasta Derby i 192 km na północny zachód od Londynu.